# Oliarus habeckorum
Oliarus habeckorum är en insektsart som beskrevs av Mead 1981. Oliarus habeckorum ingår i släktet Oliarus och familjen kilstritar. Inga underarter finns listade i Catalogue of Life.